# Червена сьомга
Червената сьомга (Oncorhynchus nerka) е вид лъчеперка от семейство Пъстървови (Salmonidae).

## Разпространение
Видът е разпространен в Канада (Британска Колумбия и Юкон), Русия (Камчатка, Курилски острови, Магадан и Хабаровск) и САЩ (Айдахо, Алеутски острови, Аляска, Вашингтон и Орегон).